# Paul Saunière
Paul Saunière (París, 1827-París, 1894) fue un escritor y periodista francés.

## Biografía
Nacido el 20 de octubre de 1827 en París, estudió en los colegios Bourbon y Charlemagne. Hijo de un abogado, estaba destinado a estudiar leyes, pero prefirió seguir la carrera de la letras. Estuvo empleado en la Compagnie du chemin de fer d'Orléans, pero dejó este trabajo para entrar a trabajar en la prensa periódica. Colaboró en publicaciones periódicas como Le Gaulois, Diogène, Journal pour tous, Le Figaro, Le Petit Journal, La Lanterne, La Patrie y Le Moniteur universel. Miembro de la Société des gens de lettres, fue elegido vicepresidente de su comité en 1873.El 11 de enero de 1877 fue condecorado con la Legión de Honor. Falleció el 21 de noviembre de 1894 en París.
Entre sus publicaciones se encontraron títulos como Le Rois Misère (1868), Les Chevaliers du Saphir (1872), Deux Rivales (1874), Mademoiselle Aglaé (1874), Le Lieutenant aux gardes (1875), L'Agence Aubert (1876), Les Aventures véridiques de Jean Barchalou (1876), L'Héritage d'Olga (1876), Flamberge (1877), Un gendre à tout prix (1877), Mamzelle Rossignol (1878), Le Prince Cachemire (1878), Le Legs du pendu (1879), Dette d'honneur (1880), La Capote rose (1881), Madame Rabat-joie (1881), Le Neveu d'Amérique (1881), Le Capitaine Marius (1882), Les Ecumeurs de rivière (1883), Les Joisseurs (1883), La Petite Marquise (1883), A travers l'Atlantique, journal de bord de "la Nubienne", dans son voyage au Canada et aux États-Unis (1884), Le Beau Sylvain (1885), Fleur de vertu (1885), Maigrichonne (1885), Le Secret de la Roche-Noire (1886), La Mère Michel (1886), Le Chevalier Tempéte (1887), Vif-Argent (1889) y La Recluse du Montfleury (1889).